# Кімоно

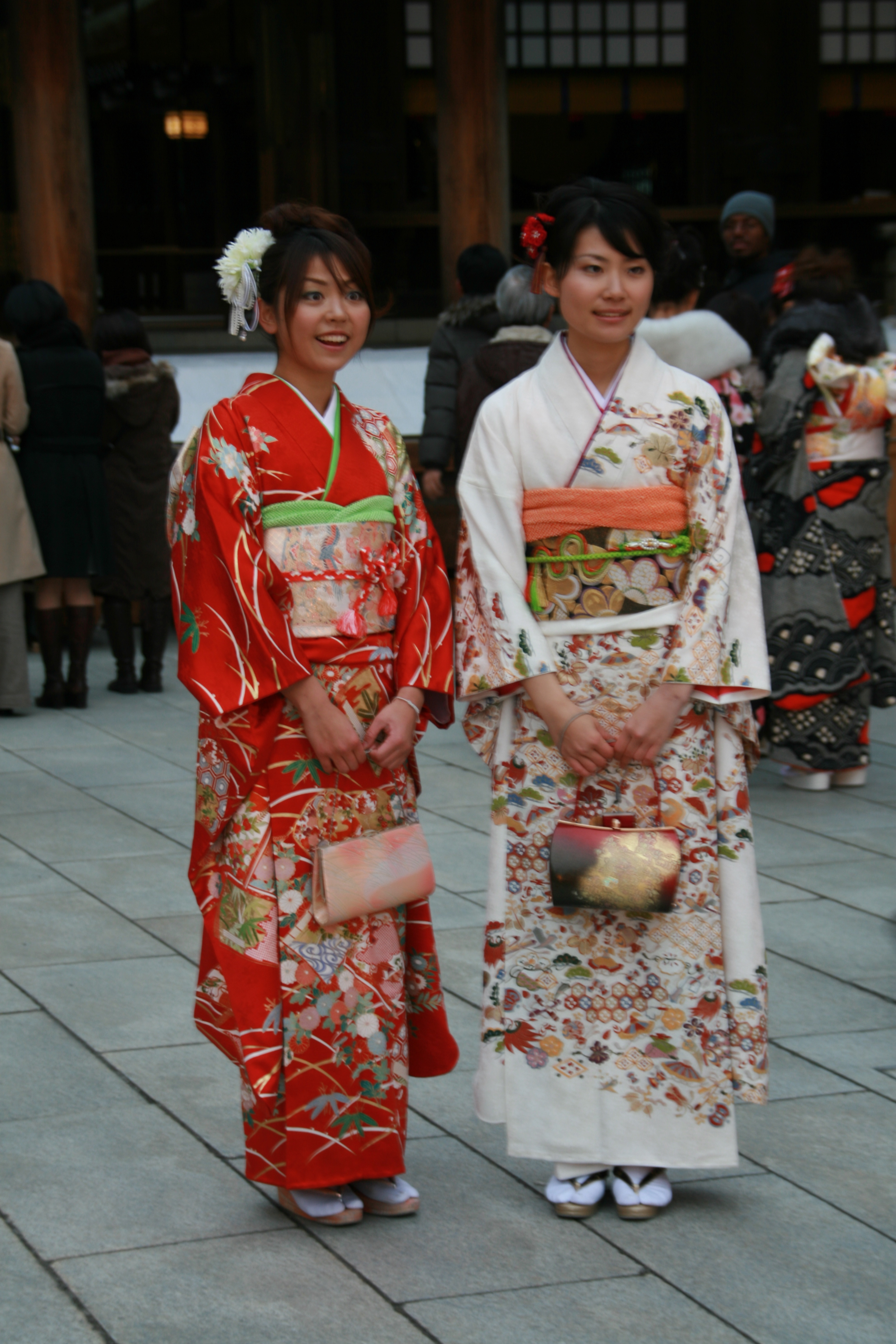
Дівчата у барвистому кімоно.

Кімоно́ (яп. 着物, кімоно, «вбрання»; яп. 和服, вафуку, «японський одяг») — традиційний одяг в Японії. З середини 19 століття вважається японським національним костюмом.

## Термінологія
У сучасній японській мові існує три терміни для позначення японського традиційного одягу:
1. кімоно (着物) — вбрання[1]
2. вафуку (和服) — японський одяг
3. ґофуку (呉服) — «китайський» одяг[2]

Найстарішим з них є перший варіант. До початку вестернізації Японії у середині 19 століття ним позначали будь-який одяг. Ще у 16 столітті португальські місіонери-єзуїти повідомляли у звітах до Європи, що японці називають одяг словом «кімоно» (Kimono). Ця назва перекочувала у більшість іноземних мов, і в українську зокрема. Хоча у домодерній Японії «кімоно» було аналогом універсального поняття «одяг», у Європі та Америці воно стало асоціюватися саме з японським вбранням.
Наприкінці 19 століття у Японії збільшилась кількість тих, хто заходився носити західний стрій. Відмінність західного і японського костюму змушувала японців виокремити останній з загального поняття «кімоно». Виник неологізм для позначення традиційного одягу — «вафуку» . До кінця Другої світової війни це слово стало основним для означення японського вбрання. Однак у післявоєнні часи, під впливом американського «розуміння» японської дійсності, універсальний термін «кімоно» почали застосовувати як один з синонімів «вафуку».
Відповідно, у сучасній японській мові «кімоно» отримало два значення. У широкому розумінні — це загальний термін для окреслення будь-якого одягу, а вузькому — різновид вафуку.

## Історія японського костюма

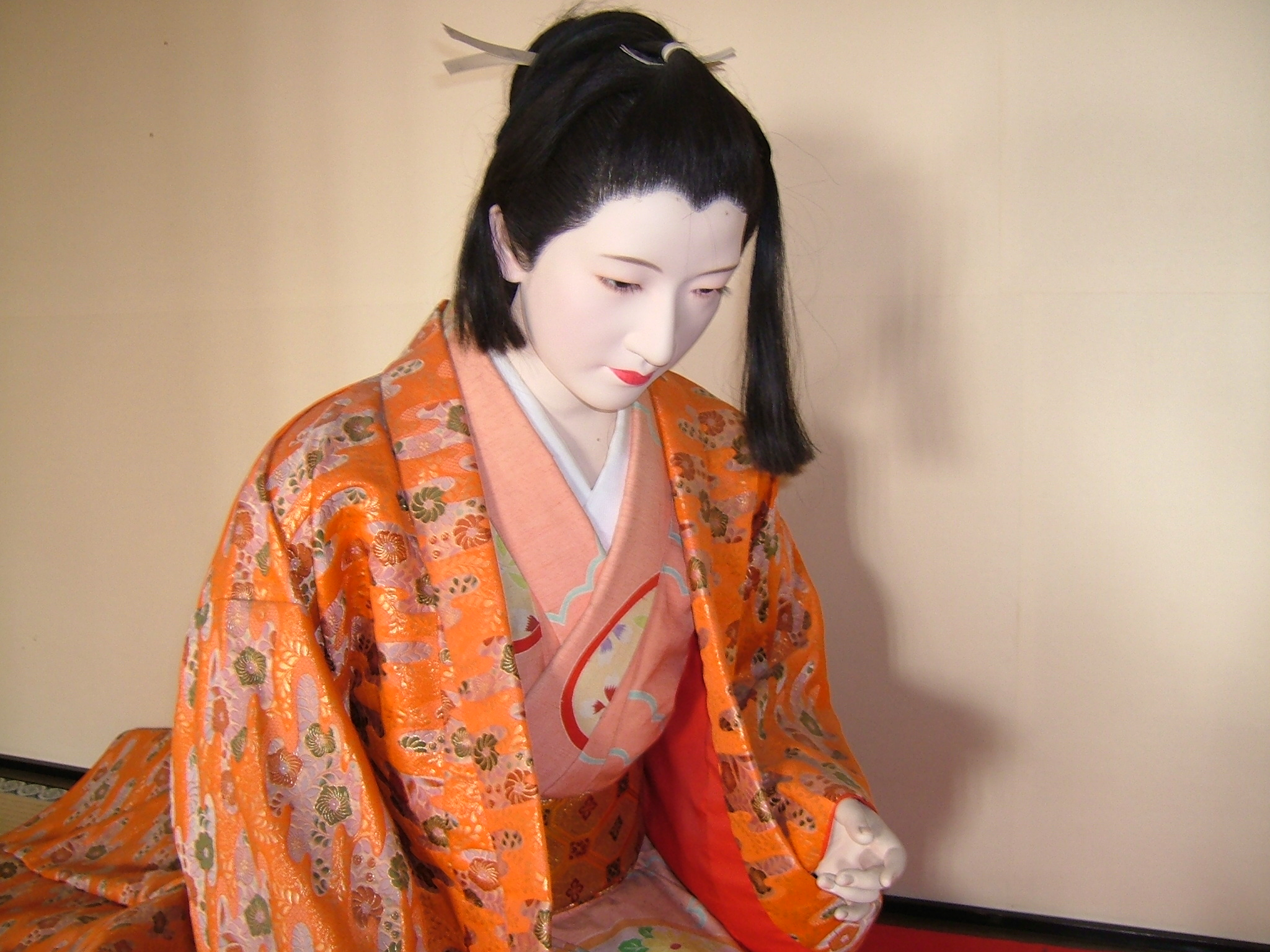
Манекен у кімоно другої половини 16 століття.

Докладніше: Історія японського костюма
Археологічні знахідки на Японському архіпелазі підтверджують тезу, що прадавні японці носили простий конопляний одяг наприкінці епохи Джьомон. На початку 1 тисячоліття по Р. Х., під впливом континентальної моди, до Японії потрапив бавовняний і шовковий костюми корейсько-маньчжурського типу. У 6-8 столітті жителі островів перебували під впливом китайської культури, що відбилося на одязі, який був точною копією вбрання китайських аналогів. У добу Хей'ан (794–1185) японці вперше відійшли від континентального канону, створивши прообраз сучасного кімоно. З 13 по 15 століття сформувалися основні типи унікального японського вбрання для різних соціальних верств. Еволюція японського костюму періоду Едо (1603–1867) позначилася спрощенням конструкції і збагачення декору, що призвело до появи сучасного кімоно.
Революцію в японському одязі спричинили вестернізаційні реформи доби Мейдзі другої половини 19 століття. Європейська мода почала витісняти японський традиційний костюм. Цей процес був поступовим і поверховим до 1945 року, торкаючись лише керівних прошарків суспільства. Проте демократизація і «американізація» способу життя простих японців призвела до того, що японське кімоно було витіснене з повсякденного життя.
Сьогодні японський традиційний костюм використовується в основному лише під час свят і офіційних заходів.

## Особливостікімоно
Кімоно нагадує собою Т-подібний халат. Його довжина може різнитися. Одяг закріплюється на тілі поясом обі (帯), який розташований на талії. Замість європейських ґудзиків використовують паски і мотузочки. Характерною рисою кімоно є рукави соде (袖), які зазвичай набагато ширші за товщину руки. Вони мають мішкоподібну форму. Рукавний отвір завжди менший від висоти самого рукава. Оскільки японське традиційне вбрання подібне до халату, у ньому немає відкритого коміра на зразок європейських костюмів. Загалом воно зручне і не сковує рухів людини.
Тканини, з яких виготовляється кімоно, як правило, нееластичні. Для поясу використовують сукно. Викрійки для одягу зазвичай прямокутні і відрізняються від європейських аналогів зі складними заокругленими формами. Завдяки цьому досягається економія і практично повна утилізація матерії. Її прямокутні залишки можуть бути повторно використані у господарстві.
Для пошиття кімоно використовуються переважно м'які нитки, які зменшують ризик перетягування тканини. Проте таке бережне ставлення до матерії, яка була дефіцитом у традиційній Японії, негативно відбивається на збереженні конструкції одягу. У випадку її порушення кімоно можна перешити заново з тієї самої тканини.

### Кімоноі японська естетика

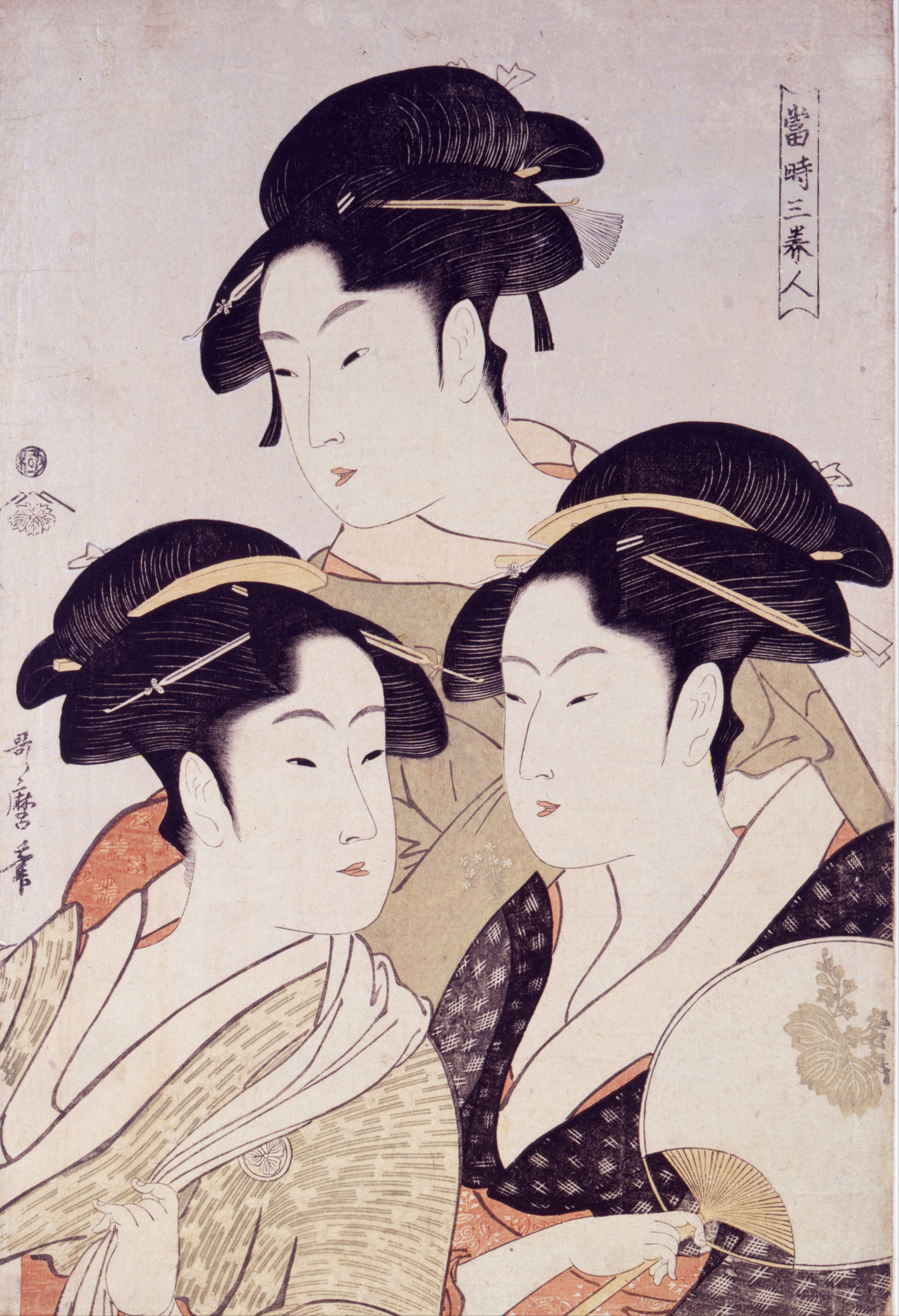
«Три красуні часів Кансей» (укійо-е Кітаґава Утамаро, 1753–1806).

На відміну від традиційного європейського одягу, який підкреслює конструкцію тіла людини, кімоно виділяє лише плечі та перехват носія, приховуючи недоліки його фігури. Західний одяг акцентує на рельєфі, а японський — на рівномірності і площині. Це пов'язано з традиційним уявленням японців про ідеальну конституцію — «чим менше опуклостей і нерівностей, тим красивіше».
Наприклад, у Європі жіночі корсети використовувалися для звуження талії, а бюстгальтери — для підкреслення пишноти жіночих грудей. У Японії все було навпаки — на вузькі талії намотували рушники, щоб якось згладити «потворні» нерівності фігури, а бюстгальтери застосовувались для притискання великих грудей. Дівчина у кімоно мусила бути схожою на свічку.
Аби виглядати гарною у кімоно, «ідеальної фігури» було недостатньо. «Ідеальне обличчя» і макіяж вважалися невід'ємною частиною антуражу. У пізньому середньовіччі встановився еталон «японської красуні». Обличчя мусило бути пласкуватим, а його овал — видовженим. Красивими вважалися розкосі очі з вузькими і високими бровами. Рот повинен був бути маленьким і походити на невеличку червону квітку. З малопрофільованого обличчя відносно сильно виступав лише ніс. Шкіра жінки мусила бути білою як сніг, тому японки здавна білили лице та інші виступаючі з-під кімоно частини тіла. Такий ідеал красуні вдало відображено на японських гравюрах 17 — 19 століття.
Такі ж самі естетичні принципи застосовувалися для чоловічого вбрання у Японії.

## Структуракімоно
| Назви частин одягу кімоно. | 1. Накладний комір — 掛衿 (какеері), 共衿 (томоері) 2. Основний комір — 本衿 (хон'ері), 地衿 (дзіері) 3. Права передня натільна частина — 右の前身頃 (міґі но мае міґоро) 4. Ліва передня натільна частина — 左の前身頃 (хідарі но мае міґоро) 5. Ліва задня натільна частина — 左の後身頃 (хідарі но усіро міґоро) 6. Права задня натільна частина — 右の後身頃 (міґі но усіро міґоро) 7. Рукав — 袖 (соде) 8. Рукавний шлейф — 袂 (тамото) 9. Лівий край — 左の衽 (хідарі но окумі) 10. Правий край — 右の衽 (міґі но окумі) 11. «Вістря меча» — 剣先 (кенсакі) |

### Складові частини основикімоно
- Натільна частина — 身頃 (міґоро) — основна частина кімоно, яка укриває найбільші ділянки тіла. Вона поділяється на праву передню (右の前身頃) і ліву передню (左の前身頃), а також праву задню (右の後身頃) і ліву задню (左の後身頃) частини. За сучасними правилами крою, ліва і права частини кімоно виготовляються з двох окремих відрізків матерії. Передня і задня частини лівої з'єднані в районі плеча. Теж саме дійсне для правої частини.

- Передня натільна частина — 前身頃（мае міґоро） — передня частина кімоно без рукавів, покриває груди. Поділяється на ліву і праву частини;
- Задня натільна частина — 後身頃 (усіро міґоро) — задня частина кімоно без рукавів, покриває спину. Поділяється на ліву і праву частини. Виготовляється з одного або двох відрізків матерії.

- Краї — 衽 (袵) (окумі) — тонкі і довгі відрізки тканини, які пришиваються вздовж передньої натільної частини від коміра вгорі до долу одягу знизу. Поділяється на ліву і праву частини;

- Горішня сторона — 上前 (увамае) — ліва передня частина кімоно без рукавів, якою позначають ліву передню натільну частину, лівий край, а також ліву частину коміра. Як правило, кімоно запинають направо, тому ліва частина вбрання знаходиться ззовні, віддаленіше від тіла, ніж права. Саме тому лівий край і ліву передню натільну частину називають «горішньою», тобто зовнішньою.

- Нижня сторона — 下前 (сітамае) — права передня частина кімоно без рукавів, якою позначають праву передню натільну частину, правий край, а також праву частину коміра. Як правило, кімоно запинають направо, тому права частина вбрання знаходиться під лівою і, відповідно, ближче до тіла. Саме тому правий край і праву передню натільну частину називають «нижньою», тобто внутрішньою.

### Складові частини коміра
- Комір — 衿 (襟) (ері) — комір кімоно, поділяється на накладний і основний.

- Основний комір — 本衿 (хон'ері) — вузький і тонкий відрізок матерії, який пришивається до основної частини кімоно і прилягає до шиї і грудей. Власне комір кімоно. Також називається «приземленим коміром» (地衿, дзіері).
- Накладний комір — 掛衿 (какеері) — вузький і тонкий відрізок матерії, який прикріплюється до основного коміра. Безпосередньо прилягає до шиї. Інколи називається «спільним коміром» (共衿, томоері).

### Складові частини рукава
- Рукав — 袖 (соде) — частини кімоно які покривають обидві руки. Як правило мають мішкоподібну форму.

| (1) 身八つ口、(2) 振八つ口. | 1. Рукавний отвір — 袖口 (содекуті) 2. Рукавна вирізка — 袖刳 (содеґурі) 3. Натільний отвір — 身八つ口 (міяцукуті) 4. «Махальний» отвір — 振八つ口 (фуріяцукуті) 5. Натільний отвір міяцукуті відсутній (чоловіче кімоно) 6. «Махальний» отвір фуріяцукуті відсутній (чоловіче кімоно) |

Вважається, що у одягненому жіночому кімоно існує «вісім отворів», так звані «яцукуті». Це відкритий простір в районі шиї і ніг, та відповідні парні (праві і ліві) пройми рукавів, отври міяцукуті та фуріяцукуті. У чоловічому кімоно отвори міяцукуті та фуріяцукуті відсутні.
- Рукавні отвори

- Рукавний отвір — 袖口 (содекуті) — отвір в рукаві у районі зап'ястя;
- Рукавна вирізка — 袖刳 (содеґурі) — отвір у натільній частині кімоно, до якої пришивається рукав;
- «Махальний» отвір — (振八つ口, фуріяцукуті) — отвір рукава, у частині, близькій до пахви. Інколи називається «фурікуті» (振り口). Присутній лише у жіночих костюмах; (2)
- Натільний отвір — (身八つ口, міяцуґуті) — отвір на натільній частині в районі пахви. Присутній лише у жіночих костюмах. (1)

- Рукавний шлейф — 袂 (тамото) — мішкоподібна частина рукава, що звисає.

### Основні точки для замірів
| (1)肩山、(2)脇線. | 1. Плечовий згин — 肩山 (катаяма) 2. «Вістря меча» — 剣先 (кенсакі) 3. Кромка — 裾 (сусо) 4. Центр спини — 背中心 (се тюсін) 5. Передні кінці — 褄先 (цумасакі) 6. Тупик натільного отвору — 身八つ口どまり (міяцуґуті домарі) 7. Бокова лінія — 脇線 (вакісен) 8. Окумісаґарі — 衽下り (окумісаґарі) 9. Ширина плеч — 肩幅 (катахаба) 10. Висота кімоно — 着丈 (кітаке) 11. Рукавний отвір — 袖口 (содекуті) 12. Висота рукава — 袖丈 (содетаке) 13. Рукавна пройма — 袖付 (содецуке) 14. Ширина рукава — 袖幅 (содехаба) 15. Ширина перехвату — 抱幅 (дакіхаба) 16. Натільна висота — 身丈 (мітаке) 17. Довжина плеча і рукава — 裄丈 (юкітаке) |

- Плечовий згин — 肩山 (катаяма) — згин на одязі в районі плеча, який утворюється при розпластуванні кімоно.
- «Вістря меча» — 剣先 (кенсакі) — найвища точка країв окумі, у якій сходяться комір і передня частина кімоно.
- Кромка — 裾 (сусо) — 1) найближчий до землі край (точки) натільної частини кімоно; 2) найближчий до землі край (точки) шлейфу рукава.
- Центр спини — 背中心 (се тюсін) — вертикальна лінія або шов на задній натільній частині кімоно, який проходить по спині. Інколи називається «сенуі» (背縫) — «спинний шов».
- Передні кінці — 褄先 (цумасакі) — кут, що утворюється краями окумі і кромкою сусо
- Тупик натільного отвору — 身八つ口どまり (міяцуґуті домарі) — найнижча точка отвору міяцуґуті.
- Бокова лінія — 脇線 (вакісен) — вертикальна лінія або шов від пахви до кромки сусо.

### Основні мірки і довжини
- Окумісаґарі — 衽下り (окумісаґарі) — довжина від точки, в якій сходиться комір і плечовий згин, до точки «вістря меча». Зазвичай, становить 19 — 23 см.
- Ширина плеч — довжина від центру спини до межі задньої натільної частини і рукава. Зазвичай, ширина плеч становить 30 — 32 см.
- Висота кімоно — 着丈 (кітаке) — загальна висота кімоно від коміра до кромки сусо.
- Відсув — 繰越 (курікосі) — довжина від центральної точки плечового згину до задньої точки коміра. У випадку жіночого кімоно, останній відсувається трохи назад, оголяючи шию.
- Рукавний отвір — 袖口 (содекуті) — довжина рукавного отвору у районі зап'ястя. Як правило, становить 20 — 23 см.
- Висота рукава — 袖丈 (содетаке) — загальна висота рукава від плечового згину до кромки рукава. Зазвичай, удвічі більша за довжину рукавного отвору. У чоловічих кімоно ця висота становить 49 — 51 см.
- Рукавна пройма — 袖付 (содецуке) — довжина рукавної вирізки, місця де пришивається рукав до натільної частини кімоно. Поділяється на передню і задню довжину відповідно до поділу натільної частини на передню і задню. Зазвичай, розміри рукавної пройми менші за розмірами ніж висота рукава. У жіночому кімоно ця довжина становить близько 23 см, а у випадку носіння високого поясу буває ще меншою. У чоловіків — близько 40 см.
- Ширина рукава — 袖幅 (содехаба) — довжина між точками пришивання рукава до натільної частини і рукавним отвором. У середньому становить 35 см. У західній традиції називається «довжиною рукава».
- Ширина перехвату — 抱幅 (дакіхаба) — ширина передньої натільної частини кімоно без урахування ширини країв окумі і коміра. У чоловічому одязі сягає 40 см, у жіночому — до 30 см.
- Натільна висота — 身丈 (мітаке) — висота кімоно від плечового згину до кромки сусо. У випадку жіночого костюму відповідає зросту людини, оскільки частина одягу у районі талії підтягується і утримується поясом.
- Довжина плеча і рукава — 裄丈 (юкітаке) — відстань від коміра до рукавного отвору. Включає в себе ширину плеча і ширину рукава.

### Пошиттякімоно
Кімоно виготовляється з матерії (шовку або бавовни), скатаної у сувій. Його ширина зазвичай становить від 36 до 72 см, в залежності від типу вбрання, а довжина — від 4 до 26 м. Для одного жіночого кімоно використовується сувій завширшки 36 см і завдовжки 12 м.
На одне кімоно витрачається близько 9-12 м тканини. При пошитті застосовуються м'які нитки.
| Сувій.                   | Крій.                                                            |
| Сувій тканини для кімоно | Методи краяння тканини - m — Натільна висота - s — Висота рукава |

| Комбінування.                                                                  | 1. Правий рукав 2. Лівий рукав 3. Права натільна частина 4. Ліва натільна частина 5. Правий край окумі 6. Лівий край окумі 7. Накладний комір 8. Основний комір |
| Схема поєднання частин кімоно （Номер частин відповідає номерам у схемі крою） | |

## Складові елементи
Основними складовими елементами японського традиційного костюму є:
- спідня сорочка хададзюбан (肌襦袢);
- власне «халат» кімоно або наґаґі (長着);
- куртка хаорі (羽織);
- спідній пояс датедзіме (伊達締め) — вузький пояс, що запобігає розхристуванню кімоно;
- перехватна мотузка косіхімо (腰紐) — мотузка, що закріплює кімоно на талії;
- великий пояс обі (帯);
- поясна пластинка обііта (帯板) — дощечкоподібна пластика, яка вирівнює лицьову (передню) частину поясу;
- широкі штани хакама (袴) — шаровароподібні штани, як правило без зав'язок на кінці гомілки;
- шкарпетки табі — традиційні японські шкарпетки з окремим відділом для великого пальця на зразок рукавички;
- сандалі дзорі (草履) — традиційне японське взуття з соломи чи очерету.;
- сандалі на підборах ґета — традиційне японське взуття з дерева на високих підборах різноманітної форми.

Існує також чимало аксесуарів для кімоно — сумочки, гаманці, причіпні статуетки нецуке та інші. Найбільш декорованими частинами японського одягу є «халат» (власне кімоно) і великий пояс обі до нього.
Через пацифістську налаштованість багатьох японців у результаті поразки після Другої світової війни, традиційний одяг воїнів-самураїв, як і будь-який військовий одяг, виключається з категорії кімоно чи вафуку. Проте стародавні японські тексти фіксують такий одяг саме під назвою «кімоно».

## Різновидикімоно
Сучасне кімоно поділяється на доросле (жіноче і чоловіче) та дитяче. Кожне з них складається з парадного і повсякденного вбрання. Єдиного спільного традиційного одягу для жінок і чоловіків не існує.

### Емблеми мон
|           |         |          |
| П'ять мон | Три мон | Один мон |

Ознакою святковості вбрання є наявність на ньому родових емблем мон, своєрідних «японських гербів». Їх відсутність свідчить про повсякденність одягу. Ці емблеми, вписані у коло діаметром 2—5 см, прикріплюються до кімоно у непарній кількості — 1 (спина), 3 (спина і рукава), 5 (спина, рукава, груди). Найбільш парадним костюмом вважається той, на який причеплено 5 емблем.

### Жіночекімоно

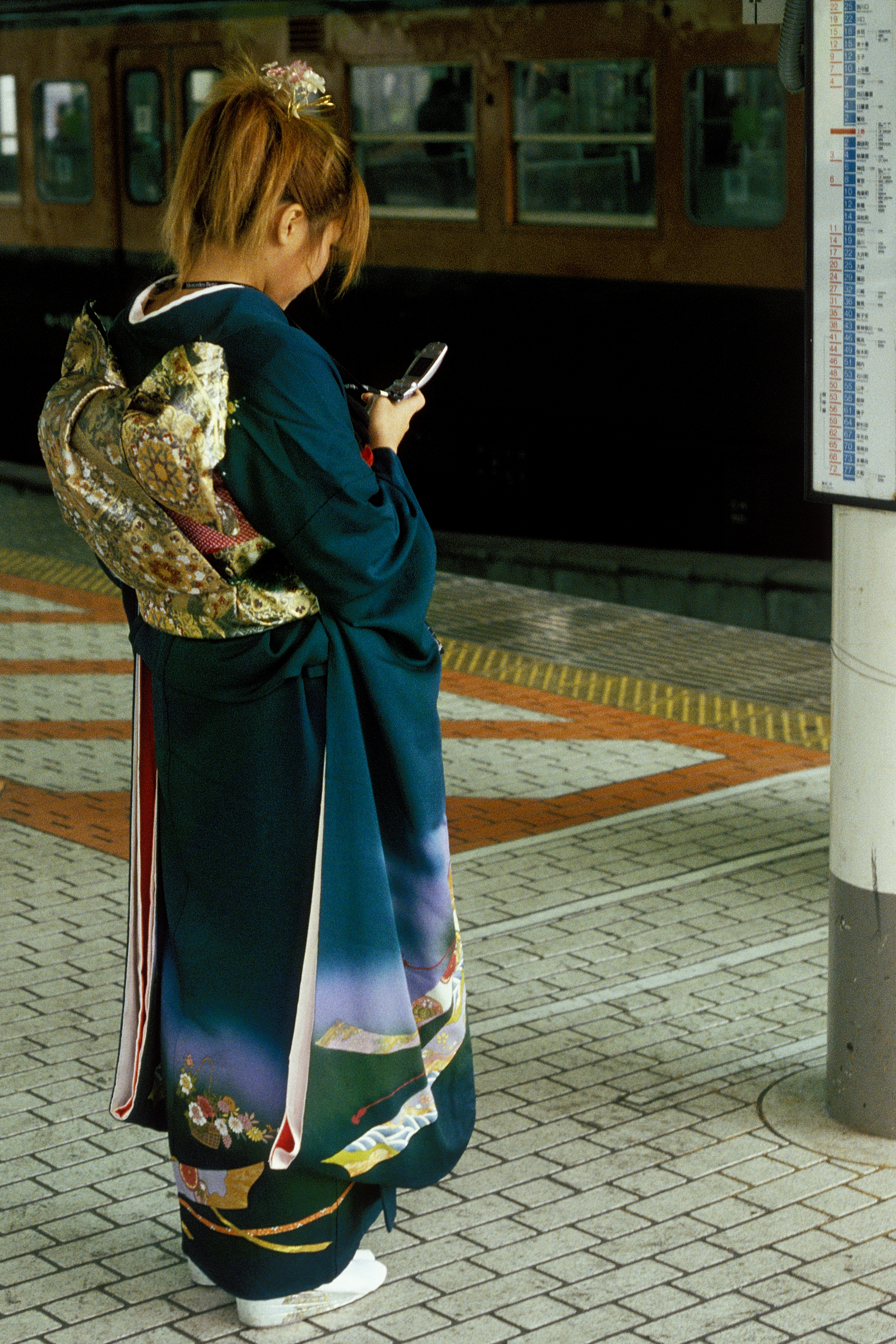
Дівчина-підліток у дорогому кімоно типу фурісоде з позолоченим поясом.

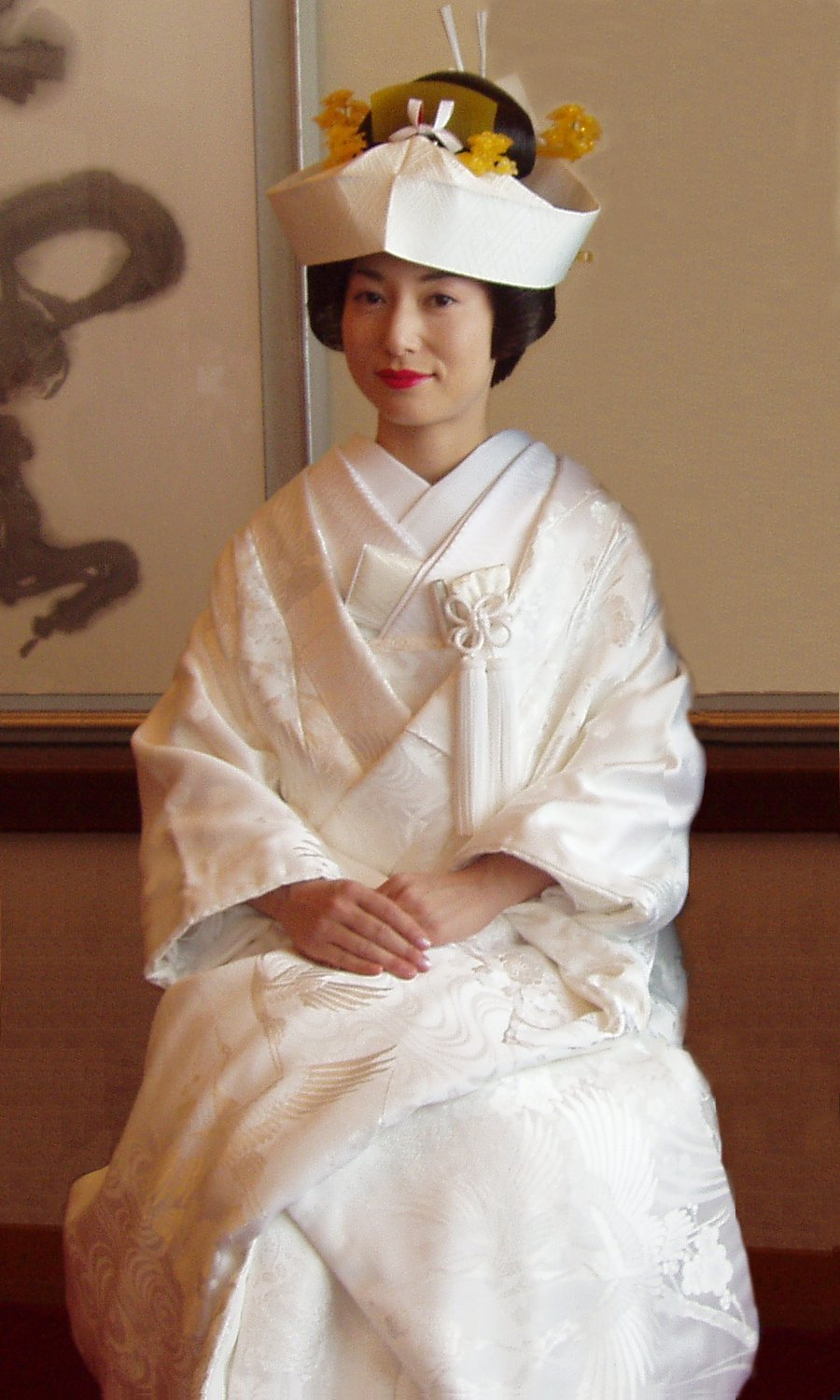
Японська наречена у весільному вбранні.

Жіноче традиційне вбрання поділяється на святкове (парадне) і повсякденне. У сьогоднішній Японії останнє поступово виходить з ужитку, оскільки більшість японок віддають перевагу простому одягу західного зразка.
Проте святкове кімоно залишається еталоном гарного і елегантного костюму для жінки. Випускниці шкіл і університетів часто одягають барвисте халатоподібне кімоно з широкими штанами хакама, учасники церемонії повноліття — багато декороване вбрання з довгими рукавами фурісоде, а дівчата-наречені — білосніжні шати поверх декількох різнокольорових халатів кімоно.
Практично будь-який парадний традиційний одяг робиться вручну — починаючи від виготовлення дорогоцінної тканини і закінчуючи пошивом. Це перетворює парадне кімоно у предмет розкоші, який у сучасній Японії інколи коштує дорожче автомобіля чи приватного будинку.
У зв'язку з вестернізацією і глобалізацією, багато японців забувають свої звичаї. Сьогодні жінка, яка може самостійно і правильно одягти на себе кімоно, вважається рідкістю. Саме тому по всій Японії існує мережа ліцензованих салонів і перукарень, які надають послуги по одяганню традиційних костюмів.
Кожне кімоно має свій символізм, тому його вибирають прискіпливо під конкретну людину і випадок. Зазвичай, основними критеріями вибору святкового одягу є сімейний і соціальний статус жінки, а також ступінь офіційності церемонії чи заходу. Відповідно до цих критеріїв жіночі святкові кімоно поділяються на такі типи:
- Куротомесоде (黒留袖, «чорна короткорукавка», від томесоде — «короткорукавка») — кімоно чорного кольору з короткими рукавами і 5-а родовими емблемами мон, яке пишно декороване нижче талії. Одягається переважно одруженими жінками на світські офіційні заходи, зокрема матерями наречених під час весілля.

- Іротомесоде (色留袖, «кольорова короткорукавака») — однокольорове кімоно з короткими рукавами і 3-ма або 5-а родовими емблемами мон, яке пишно декороване нижче талії. Одягається усіма жінками незалежно від сімейного статусу переважно для відвідин церемоній у синтоїстських святилищах.

- Фурісоде (振袖, «довгорукавка») — кольорове і пишно декороване кімоно з довгими рукавами. Поділяється на три підтипи в залежності від довжини рукава — «велика довгоруквака» (大振袖), «середня довгорукавка» (中振袖), «мала довгорукавка» (小振袖). Одягається переважно неодруженими дівчатами на церемонію повноліття, випускний вечір і весілля. Найбільш парадне вбрання має 5 родових емблем мон. Вважається найрозкішнішим кімоно.

- Хомонґі (訪問着, «одяг для відвідин») — кольорове кімоно з багатими візерунками. Одягається усіма жінками незалежно від сімейного статусу на вечірки чи офіційні заходи. Інколи знайомі наречених одягають це вбрання на весілля.

- Цукесаґе (付け下げ, «недекорований одяг») — монотонне кімоно без візерунків, яке одягається усіма жінками незалежно від сімейного статусу на незначні вечірки чи офіційні заходи. Вважється нижче за класом ніж хомонґі. Через відсутність розпису чи вишивки інколи розглядається як повсякденний одяг.

- Траурний одяг (喪服) — кімоно без візерунків з 5-ма родовими емблемами мон. Сьогодні під впливом європейської традиції його шиють з чорної тканини, проте традиційним кольором трауру в Японії вважався білий. Одягається усіма жінками незалежно від сімейного статусу.

Окрім святкового вбрання існує повсякденне. До нього відносять:
- Комон (小紋, «дрібновізерунковий одяг») — кімоно, розписане візерунками однакового дизайну. Одягається усіма жінками незалежно від сімейного статусу.

- Іромудзі (色無地, «однокольоровка») — однокольорове кімоно, переважно стриманого м'якого кольору, без прикрас і декору. Одягається усіма жінками незалежно від сімейного статусу. Вважається «робочою формою» у чайній церемонії або інших традиційних мистецтвах.

- Юката (浴衣, «одяг для ванни») — легкий бавовняний халат, який носять переважно влітку незалежно від сімейного статусу жінки. Першопочатково його використовували як одяг після ополіскування чи після прийняття ванни. Проте з 17 століття це вбрання набуло популярності серед простого люду як повсякденний костюм. Сьогодні з усіх видів простого повсякденного кімоно саме юката користується найбільшим попитом.

### Чоловічекімоно

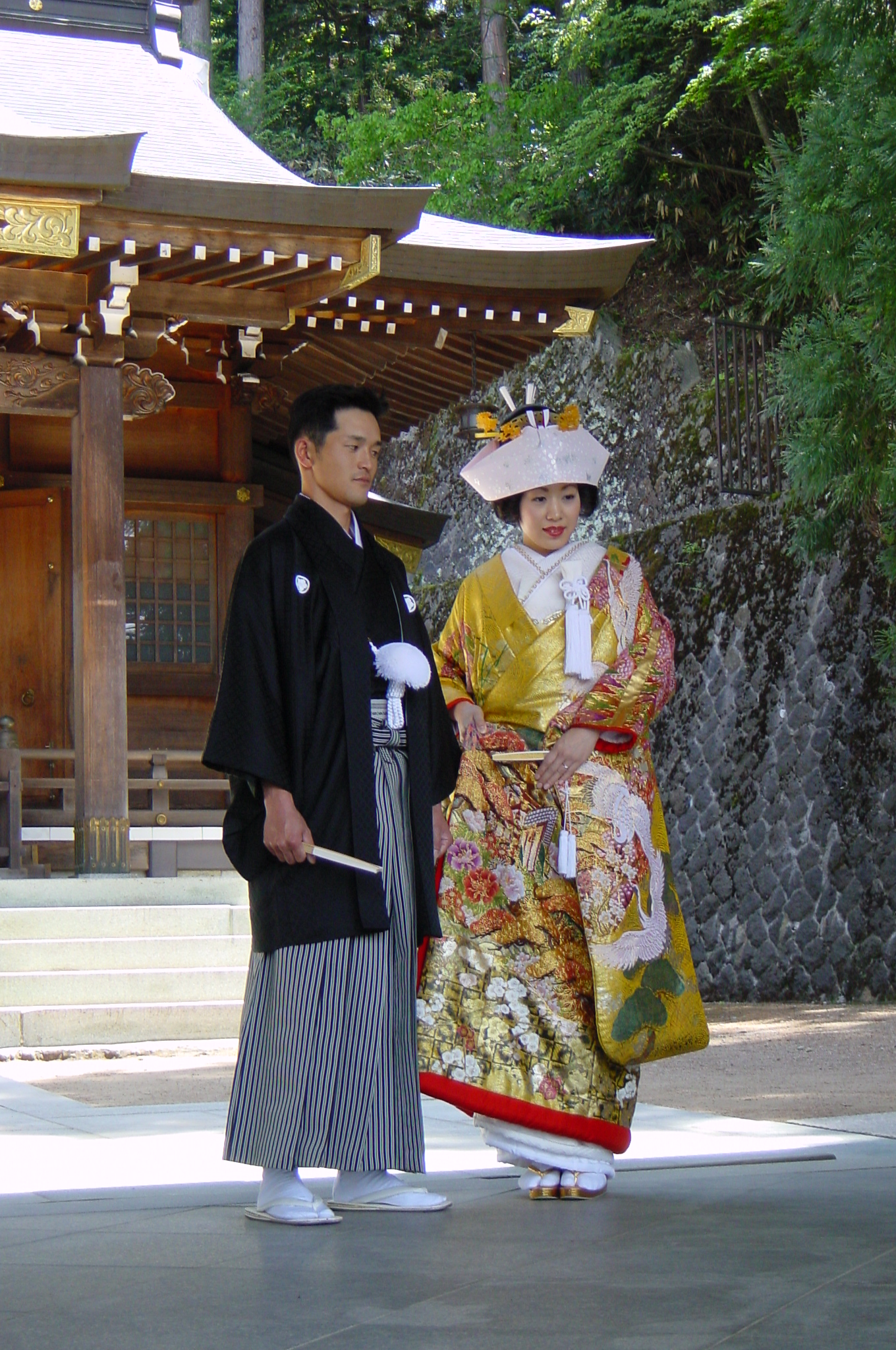
Наречений у парадному вбранні — чорний халат і куртка, а також строкаті хакама.

На відміну від жіночого, чоловіче кімоно виглядає простішим і стриманішим. Його основною відмінністю є будова рукава, який вужчий і менший за аналогічні у жіночому вбранні. Сучасний чоловічий одяг менш барвистий. Переважають чорний і різні відтінки сірого, брунатного, синього та зеленого кольорів. Крім цього, чоловіки частіше за жінок носять шаровароподібні штани хакама.
Як і жіночий костюм, чоловічий також поділяється на святкове і повсякденне, однак різновидів вбрання набагато менше. Так, святковий костюм практично один. Він складається з халату «кімоно», смугастих хакама, куртки хаорі та шкарпеток табі. Ознакою офіційності є наявність 5 або 3 родових емблем мон на халаті і куртці. Колір аксесуарів і сандалій різниться від заходу — на святкових церемоніях вони білі, на траурних — чорні.
Повсякденний одяг різноманітніший. До нього входять аналоги жіночого однокольорового іромудзі і літнього халату юката, а також:
- Самуе (作務衣, «робочий одяг») — чернечий повсякденний, чорного або сірого кольору для виконання фізичної праці.

- Дзінбей (甚平, «одяг Дзінбея») — домашній або літній костюм, що складається з легкої куртки і шортів. Назва одягу походить від винахідника цього вбрання, що жив у 17 столітті.

- Тандзен (丹前, "одяг «бані Тандзен») — цупкий бавовняний халат з зав'язкою на грудях і пишним строкатим декором. Назва одягу походить від «бані Тандзен»[6]. Носиться переважно у прохолодну погоду як пальто.

- Хаппі (法被) — бавовняна куртка з вузьким рукавом. Початково використовувалась монахами і самураями як верхній одяг. Сьогодні її інколи носять японські робітники.

Особливістю повсякденного чоловічого одягу є те, що його можна носити без парадної куртки хаорі і штанів хакама.

## Одягання і догляд закімоно

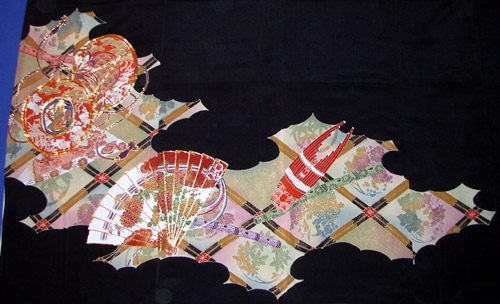
Кімоно типу куротомесоде

Одягання кімоно називається «кіцуке» (着付け) або «васьо» (和装). Воно потребує чималих навичок і вмінь. Особливо складною є процедура одягання жіночого кімоно, для якого потрібно мати неабиякий досвід. Вбрання можна одягати самому або при допомозі інструкторів (着付師). Більшість японців не вміє самотужки одягати кімоно, і тому радо користується послугами останніх.
Японське традиційне вбрання запинається, як правило, на праву сторону. Початок цієї традиції датується 719 роком, коли по всій країні було видано урядове розпорядження запахуватись на право. Причини такого акту достеменно невідомі. Наліво запинають лише одяг покійників. Запинання кімоно живої людини наліво вважається злою прикметою.
Традиційні костюми зберігають у різний спосіб. Найпростіший — це складання одягу, на зразок європейського. У заможних домах кімоно вішають на спеціальні вішалки на підставках, аби запобігти складкам і псуванню тканини. Якщо костюм має гарний візерунок, його виставляють разом із вішалкою в кімнаті як картину.
Прання кімоно потребує чималих коштів. У давнину, аби не пошкодити і не перетягнути тканину, одяг розпорювали, вичищали і потім зшивали знову. Такий спосіб називався араіхарі (洗い張り). Сьогодні пруть спеціальними мийними засобами, не розшиваючи вбрання. Сучасні японці не мають можливості чистити традиційний костюм вдома, тому віддають його у спеціальні пральні для кімоно, які існують по всій країні.

## Сфери використання традиційного одягу
Починаючи з середини 20 століття кімоно вийшло з повсякденного вжитку у Японії. Вестернізація і глобалізаційні процеси пришвидшують ламання історичних традицій. Висока ціна, складність у одяганні та сучасний побут японського суспільства сприяють занепаду культури носіння кімоно. Сфера використання кімоно на приватному рівні звузилася лише до вдягання його на певні церемонії і заходи. Серед них: перші відвідини синтоїстського святилища новонародженим, свято трьох-, п'яти- і семирічних дітей сіті-ґо-сан, церемонія повноліття, випускний вечір, весілля, похорон тощо. Серед повсякденного кімоно популярним залишається літній халат юката, проте і його одягають лише на якісь особливі літні торжества, як то «японське Івана Купала» танабата та свято феєрверків.
Незважаючи на занепад індивідуального інтересу до японського традиційного одягу, його продовжують використовувати як робочий костюм чи форму ряд громадських і релігійних організацій. Це, насамперед, буддистські та синтоїстські секти, актори традиційних японських театрів ґаґаку, но і кабукі, майстри та учні чайної церемонії й мистецтва аранжування квітів, японські куртизанки та танцюристки, борці сумо, гравці в го та продавці крамниць традиційної японської кухні. Також традиційне вбрання перетворилося у спортивну форму ряду бойових мистецтв Японії — кендо, кюдо, айкідо, дзюдо і карате.